# Arthur Harold Finch Drakeford
Arthur Harold Finch Drakeford (geboren am 8. Februar 1904 in Benalla, Victoria, Australien; gestorben am 13. Juni 1959) war ein australischer Politiker. Er war der Sohn von Arthur Samuel Drakeford aus dessen erster Ehe mit Ellen Tyrie, geborene Warrington, in Abgrenzung zu diesem wurde er auch „Arthur Drakeford jr.“ genannt.
Zum Zeitpunkt der Geburt hatte sein Vater eine Anstellung bei der Eisenbahn in Benalla, nach dessen Weiterqualifizierung zum Lokomotivführer zog die Familie 1908 nach Melbourne um. Nach seiner Ausbildung an der Technikerschule im Stadtteil Brunswick arbeitete der junge Drakeford zunächst als Dreher und Maschinist in einer Werkstatt der Eisenbahn in Newport, ehe er aufgrund einer Augenverletzung auf einen Posten im Büro wechseln musste. Mitglied der Australian Labor Party wie auch der Vater, bewarb sich Drakeford im Herbst 1945 im Wahlkreis Essendon erfolgreich um einen Sitz im Unterhaus von Victoria, verlor ihn aber bereits bei der Wahl zwei Jahre später wieder. Im Frühjahr 1955 gelang Drakeford erneut der Einzug in das Parlament, diesmal im Wahlkreis Pascoe Vale. Nachdem dieser zur Wahl im Frühjahr 1958 aufgelöst worden war, kandidierte er erneut in seinem alten Wahlkreis Essendon. Er unterlag und schied somit aus dem Parlament aus.
Um 1934 heiratete Drakeford Violet Amelia Heldon, mit ihr hatte er zwei Söhne.